# Marilyn Ramos
Marilyn Ramos (sinh ngày 16 tháng 2 năm 1991) là một nhà thiết kế, người mẫu và nữ hoàng sắc đẹp Nam Phi, được trao vương miện Hoa hậu Nam Phi 2012, trở thành đại diện chính thức của đất nước của cô tham gia cuộc thi Hoa hậu Hoàn vũ 2013 và Hoa hậu Thế giới 2013. Tuy được ủy nhiệm đảm nhận vai trò đại diện cho Nam Phi tại Hoa hậu Thế giới 2013 và Hoa hậu Hoàn vũ 2013, cô thất bại trong cả hai cuộc thi trên.

## Đầu đời
Thị trấn nhà của Marilyn là Klerksdorp. Marilyn là sinh viên ngành Kiến trúc Nội thất tại trường Inscape Design College ở Pretoria. Cô là con gái của Victor và Yolandi Ramos. Marilyn Ramos là người gốc "da màu" (hỗn hợp chủng tộc) và Bồ Đào Nha.

## Hoa hậu Nam Phi 2012
Trong thực t,ế Marilyn Ramos tham gia cuộc thi Hoa hậu Nam Phi khi đã tham gia cuộc thi Hoa hậu Hoàn vũ, cuộc thi cô đã ra về với vị trí nằm trong top 10. Marilyn Ramos từ Klerksdorp đã được trao vương miện Hoa hậu Nam Phi 2012 bởi Remona Moodley (Á hậu 1 cuộc thi Hoa hậu Nam Phi 2011) tại Sun City Super Bowl vào tối Chủ nhật, ngày 9 tháng 12 năm 2012. Sau đó, Hoa hậu tiền nhiệm Melinda Bam bày tỏ lòng tôn trọng đất nước và danh hiệu cô đang năm giữ nên quyết định thu hình một đoạn phim được phát sóng vào đêm chung kết.